# NGC 2122
NGC 2122 je otvoreni skup s emisijskom maglicom u zviježđu Stolu. 

## Vanjske poveznice
- SEDS: NGC 2122